# تسوروگاشیما، سایتاما
تسوروگاشیما در استان سایتاما در کشور ژاپن واقع شده‌است  که دارای جمعیت ۷۰٬۱۳۱ نفر و مساحت ۱۷٫۷۳ کیلومتر مربع با تراکم جمعیت ۳٬۹۵۵  نفر در کیلومترمربع است و در تاریخ ۱ سپتامبر ۱۹۹۱ به عنوان شهر شناخته شد.